# Дубрава (Алтайский край)
Дубрава — упразднённый посёлок в Рубцовском районе Алтайского края. Входил в состав Новороссийского сельсовета. Исключен из учётных данных в 1983 г.

## История
Село Дурнево одно из самых первых поселений Рубцовского района. Её основателями были представители многочисленного клана Дурневых (Дурновых), выходцев из Тобольской губернии, занимавшихся промыслами и на этой основе ведших в 18 веке активную землепроходческую деятельность. Основано в 1746 г (по другим сведениям в 1870 г). В 1926 году В 1928 году село Дурнево состояло из 227 хозяйств. Центр Дурневского сельсовета Рубцовского района Рубцовского округа Сибирского края. 1931 г. состояло из 197 хозяйств, центр сельсовета Рубцовского района. Указом Президиума Верховного Совета РСФСР от 21 января 1961 года «О переименовании некоторых населённых пунктов Алтайского края», посёлок Дурнево был переименован в посёлок Дубрава.

## Население
По переписи 1926 г. в селе проживало 1178 человек (562 мужчины и 616 женщин), основное население русские. По оценке 1931 г. в селе проживало — 885 человек